# Pan Idræt
Pan Idræt er fællesbetegnelsen for idrætsforbundet Pan Idræt Danmark og forbundets medlemsklubber. 

## Pan Idræts historie
Pan Idræt Hovedstaden, København (oprindeligt Idrætsforeningen PAN), blev stiftet d. 6. maj 1984 på Tingbjerg Skole, mens Pan Idræt Hovedstaden, Frederiksberg blev stiftet den 12. april 2012 i Studenterhuset i København.
Pan Idræt Danmark blev stiftet den 26. oktober 2024 på Pan Idræt Hovedstadens generalforsamling, som blev afholdt i DGI Storkøbenhavns lokaler på Vesterbrogade i København. 
Pan Idræt Odense blev stiftet den 10. april 2025 i Lambdas lokaler. Pan Idræt Vestsjælland blev stiftet den 28. maj 2025 i Roskilde.    
Idrætsforeningen PAN blev oprindeligt stiftet som en forening under Landsforeningen for Bøsser og Lesbiske, i dag LGBT+ Danmark, som foreningen var en del af til omkring år 2000.
Af stiftelsesgrundlaget for Idrætsforeningen PAN fremgår det, at foreningen skulle være et samlingssted for idrætsglade bøsser og lesbiske - samtidig med at foreningen skulle arbejde idrætspolitisk for øget tolerance i resten af idrættens verden.

## Pan Idræt i dag
Det er fortsat formålet for hele Pan Idræt i dag. Foreningernes medlemmer udgør i dag forsat primært homoseksuelle, biseksuelle og transpersoner mens heteroseksuelle udgør ca. 10 pct.
Alle medlemsklubber af Pan Idræt Danmark er godkendt som folkeoplysende foreninger i de kommuner, hvor de er hjemhørende. 
Alle medlemsklubber er som udgangspunkt flerstrengede, det vil sige at der i samme klub organiseres en række forskellige idrætsaktiviteter, per 2024 over 26 forskellige aktiviteter fordelt på hele landet. 
Aktiviteterne er primært motionsidræt baseret på DGIs værdier om fællesskab, udfordring og sundhed. Pan Idræt vandt i efteråret 2015 DGI's DM i foreningsudvikling. Pan Idræt har stiftet Idrættens Regnbuekoalition, som arbejder for inklusion i idræt, bl.a. ved et samarbejde med en række nationale idrætsorganisationer, specialforbund og andre aktører på området.
Forbundet er i en opbygningsfase, hvor der er fokus på organisatorisk opbygning og etablering af nye idrætsaktiviteter over hele Danmark. Forbundet ledes af en foreløbig landsledelse i opbygningsfasen. Det er planen, at forbundet senest i 2025 er endeligt organisatorisk konsolideret, hvor et repræsentantskab bestående af delegerede fra medlemsforeningerne vil udgøre forbundets øverste myndighed. 
Medlemsforeningerne er som udgangspunkt organisatorisk opbygget ens. Den øverste myndighed i hver medlemsforening er generalforsamlingen, mens den daglige ledelse af medlemsforeningerne varetages af bestyrelsen. De enkelte afdelinger (idrætsgrene) har ansvaret for at drifte og udvikle de idrætsgrene som er indeholdt i den enkelte afdeling. 

## Internationalt samarbejde og projekter
Pan Idræt er en del af et omfattende globalt sportsnetværk for regnbueatleter. Pan Idræt er således medlem af European Gay and Lesbian Sport Federation (en) (EGLSF). På det nationale plan er Pan Idræt medlem af Danske Gymnastik- og Idrætsforeninger (DGI), samt en række specialforbund under Danmarks Idræts Forbund (DIF). Pan Idræt Hovedstaden, Frederiksberg er endvidere medlem af Frederiksberg Idræts-Union.
I 2015 stiftede Pan Idræt sammen med Copenhagen Pride organisationen Happy Copenhagen med det formål at tiltrække to mega LGBT-events til København i 2021. Det lykkedes Pan Idræt at sikre værtskabet af EuroGames (en), mens Copenhagen Pride formåede at tiltrække WorldPride til København. Sammen blev de to events afviklet under navnet Copenhagen 2021 - WorldPride & EuroGames.
EuroGames (en) er et europæisk mangfoldigheds-sportsstævne, der afholdes på baggrund af en licens for European Gay & Lesbian Sport Federation. EuroGames 2021 indeholdt 22 turneringer, 2000 deltagere, masser af folkeidræt der involverede langt over 70 idrætsklubber i Københavnsområdet og en sportslederkonference med fokus på foreningsudvikling og mangfoldighed i sport. Protektor for Copenhagen 2021 var Kronprinsesse Mary.

## Medlemsforeninger i Pan Idræt Danmark
- Pan Idræt Hovedstaden, København (stiftet 1984)
- Pan Idræt Hovedstaden, Frederiksberg (stiftet 2012)
- Pan Idræt Odense (stiftet 2025)
- Pan Idræt Vestsjælland (stiftet 2025)
- Pan Idræt Sønderjylland (under stiftelse)

## Idrætsgrene i Pan Idræt
- Copenhagen Black Swans (hockey)
- Copenhagen Frontrunners (løb og fitnesswalk)
- Copenhagen Mermates (svømning)
- Copenhagen Wolves RFC (rugby)
- Outliners (linedance)
- Pan Badminton
- Pan Basketball
- Pan Boksning
- Pan Brætspil
- PanDans
- Pan Dodgeball
- Pan Floorball
- Pan Fodbold (herre)
- Pan Fodbold (kvinder)
- Pan Gaming
- Pan Golf
- Pan Gymnastik
- Pan Håndbold
- Pan Outventures (Vandring/Trekking/Udendørs)
- Pan Pickleball
- Pan Ski
- Pan Tennis
- Pan TransFitness
- Pan Triatlon & Cykling
- Pan Volleyball
- Pan Vandpolo
- Pan Walkathon (Gåture)
- Pan Yoga